# Nigelcookita
La nigelcookita és un mineral de la classe dels fosfats que pertany al grup de la bjarebyita.

## Característiques
La nigelcookita és un fosfat de fórmula química PbFe²⁺₂V³⁺₂(PO₄)₃(OH)₃. Va ser aprovada com a espècie vàlida per l'Associació Mineralògica Internacional en el mes de març de l'any 2024, i va ser publicada a la revista internacional American Mineralogist per Wei Yao et al. en el mes de març de 2025 amb el títol «Nigelcookite, PbFe²⁺₂V³⁺₂(PO₄)₃(OH)₃, and plumbojohntomaite PbFe²⁺₂Fe³⁺₂(PO₄)₃(OH)₃ two new members of the bjarebyite group from the Yushui Cu deposit, South China». Cristal·litza en el sistema monoclínic. Es tracta de l'anàleg amb vanadi de la plumbojohntomaïta i l'anàleg amb FeV de la plumboperloffita.
L'exemplar que va servir per a determinar l'espècie, el que es coneix com a material tipus, es troba conservat a la col·lecció mineralògica del Museu Geològic de la Xina, a Beijing (República Popular de la Xina), amb el número de catàleg: GMCTM2023010.

## Formació i jaciments
Va ser descoberta al dipòsit polimetàl·lic de coure de Yushui, a uns 16 km al nord-est de la ciutat de Meizhou (província de Guangdong, República Popular de la Xina). Aquest dipòsit xinès és l'únic indret de tot el planeta on ha estat descrita aquesta espècie mineral.